# Abraham Dreyfus
Pour les articles homonymes, voir Dreyfus.
Abraham Dreyfus, né le 20 juin 1847 à Paris et mort le 7 novembre 1926 dans sa ville natale, est un homme de lettres français, principalement connu en tant qu'auteur dramatique et chroniqueur.

## Biographie
Né à Paris le 20 juin 1847, Abraham Dreyfus est l'un des fils de Julie-Augustine Dreyfus, née Moison (1823-1909), et de Léopold Dreyfus (1809-1860), un négociant juif originaire du Haut-Rhin. Après la mort de son mari, Mme Dreyfus tient le restaurant cascher du 65 de la rue Montmartre (transféré au no 74 en 1863) puis crée en 1868 un hôtel destiné aux israélites au 26 de la rue Laffitte.
Abraham Dreyfus fait ses débuts littéraires à la fin du Second Empire, en écrivant des saynètes. Fin 1869 ou début 1870, il rédige ainsi La Grève des journalistes, une parodie rimée de La Grève des forgerons de François Coppée, qui est lue par le comédien Saint-Germain à l'occasion d'une soirée du docteur Louis Mandl. Publiée dans La Vogue parisienne du 18 mars 1870, cette courte pièce est favorablement remarquée par plusieurs chroniqueurs et critiques tels qu'Edmond Duranty, Francis Magnard, Leguevel de La Combe et Louis Leroy. L'influent Francisque Sarcey soutient le jeune auteur et encourage sa carrière naissante.

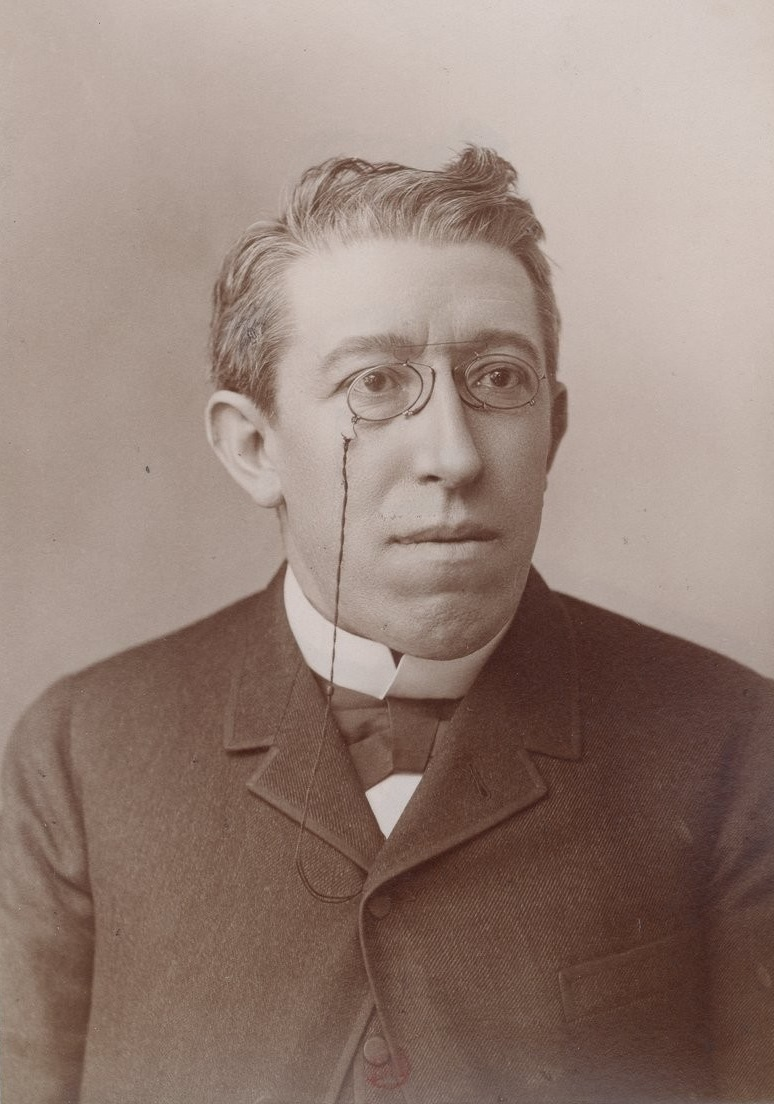
Abraham Dreyfus vers 1875-1880 (photographie par Nadar).

Deux ans après La Grève des journalistes, c'est encore Saint-Germain qui assure le rôle-titre d’Un Monsieur en habit noir, un monologue de Dreyfus également créé chez le docteur Mandl. Le Monsieur en habit noir connaît ensuite un certain succès au Théâtre du Vaudeville. C'est aussi en 1872 que Dreyfus imagine une conférence humoristique sur L'Homme-Femme d'Alexandre Dumas fils, intitulée Ne la tue pas ! et créée par Berthelier sur les planches des Variétés. Au début de l'année 1875, Dreyfus coécrit avec Clairville La Revue des Deux-Mondes, une revue en trois actes et quatre tableaux pour le Vaudeville.
Par la suite, Dreyfus, qui se pose en émule de Verconsin, rédige de nombreuses pièces, principalement des comédies, jouées avec des succès variables dans des théâtres parisiens tels que le Palais-Royal, la Porte-Saint-Martin, la Gaîté, l'Odéon et le théâtre Antoine. En 1882, il écrit le livret de Battez Philidor, un opéra-comique en un acte dont la musique est composée par Amédée Dutacq. Sa pièce la plus appréciée est Le Klephte, une comédie en un acte créée le 15 mars 1881 sur les planches de l'Odéon. Elle est publiée quelques années plus tard dans un recueil aux côtés d'autres saynètes puis reprise à la Comédie-Française en 1889. Selon Henry Becque, ami de Dreyfus avant de se brouiller avec lui, la première mouture du Klephte aurait été améliorée avec son aide.

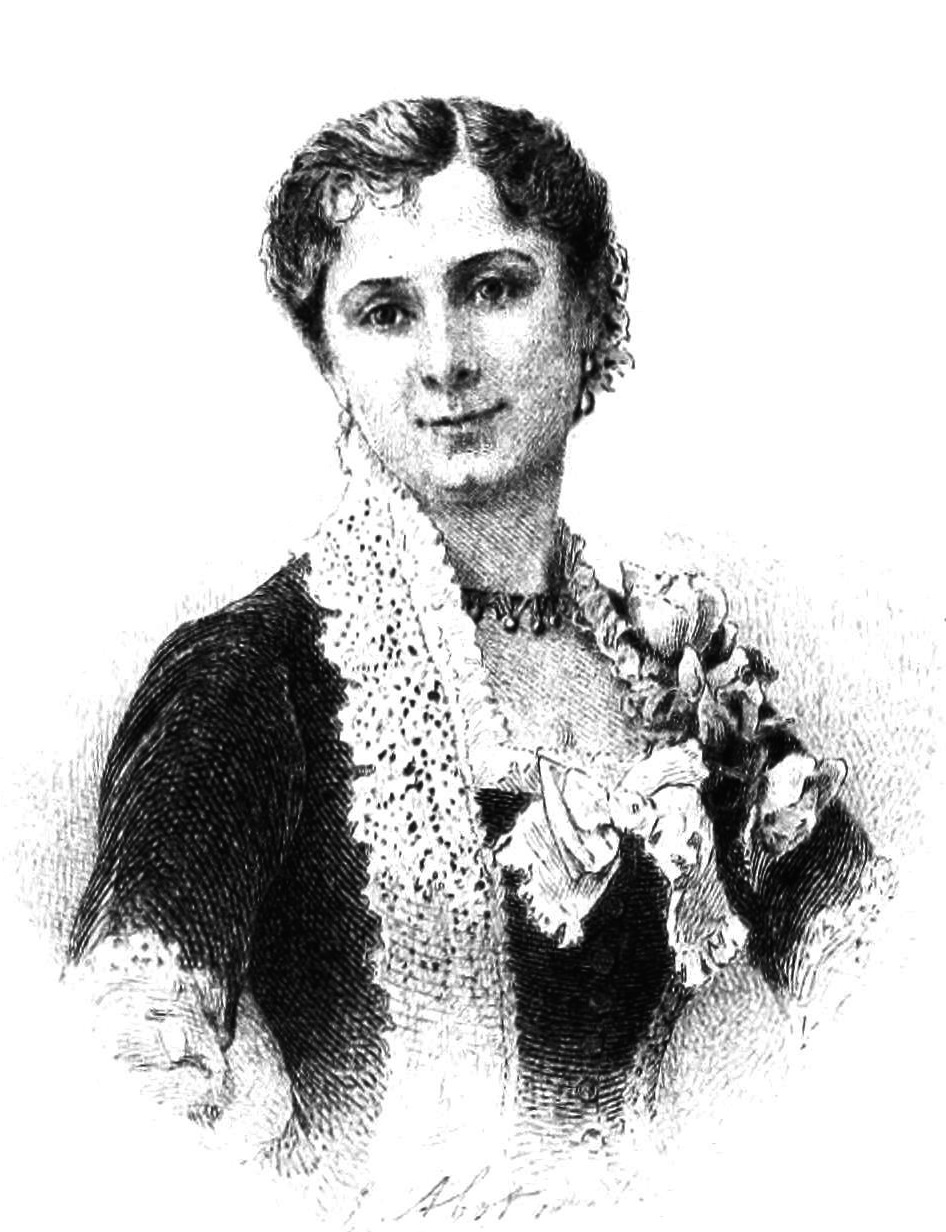
Léontine Beaugrand (eau-forte d'Eugène Abot, 1881)

Le 9 mars 1887, Abraham Dreyfus épouse Léontine Beaugrand (1842-1925), qui avait eu une carrière remarquée de danseuse de ballet à l'Opéra entre 1857 et 1880. Leurs témoins sont Eugène Yung, directeur de la Revue bleue, et les célèbres hommes de lettres Camille Doucet, secrétaire perpétuel de l'Académie française, Ludovic Halévy, également académicien, et Jules Claretie, administrateur général de la Comédie-Française. À l'occasion de ce mariage, Abraham et Léontine légitiment leur fille, Célestine-Suzanne, née le 14 juillet 1884.
Auteur dramatique reconnu, Abraham Dreyfyus est également chroniqueur et collabore à plusieurs grands journaux et magazines comme La Vie parisienne, Le XIXe siècle, La Revue politique et littéraire, Le Temps, L'Illustration, La Vie moderne et, surtout, le Gil Blas. Ses papiers sont quelquefois signés d'un pseudonyme (« Nimporteki », « Monsieur Josse », « Chose et Machin », « Dupont des Arts », « Perrichon », « Un monsieur qui passe »).
En reconnaissance de ses « titres littéraires exceptionnels » en tant que « publiciste et auteur dramatique », Abraham Dreyfus est nommé chevalier de la Légion d'honneur à l'occasion de la promotion du 14 juillet 1889. Il est décoré le 2 octobre suivant par Victorien Sardou.

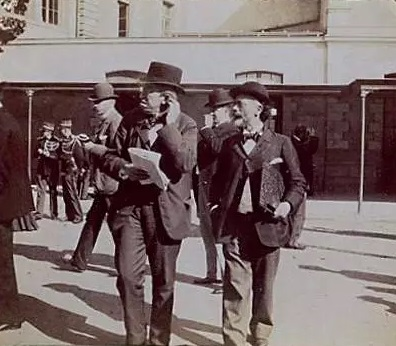
Abraham Dreyfus et Paul Renouard lors du second procès d'Alfred Dreyfus, à Rennes, en 1899 (phot. Gerschel).

L'un des articles les plus retentissants d'Abraham Dreyfus est « Le Juif Drumont », publié en une du Gil Blas du 22 novembre 1886. Dans cette réponse au pamphlet antisémite du polémiste Édouard Drumont, La France juive, Dreyfus applique avec dérision les mêmes approximations fallacieuses que Drumont afin de démontrer que ce dernier est lui-même un juif. Quelques mois plus tôt, dans une conférence prononcée devant la Société des études juives, Dreyfus avait dénoncé avec humour la représentation stéréotypée des juifs dans la dramaturgie. Une décennie plus tard, à l'époque de l'Affaire Dreyfus, Abraham Dreyfus s'engage dans le camp dreyfusard, en collaborant notamment à L'Aurore dès 1897.
Âgé de 79 ans, il meurt à son domicile du 74 de l'avenue de Villiers le 7 novembre 1926. Il est inhumé aux côtés de ses parents au cimetière de Montmartre.

## Iconographie
Abraham Dreyfus figure parmi les auteurs dramatiques et autres personnalités représentées en 1885-1886 par Édouard Dantan dans les deux versions de son tableau Entracte d'une première à la Comédie-Française.

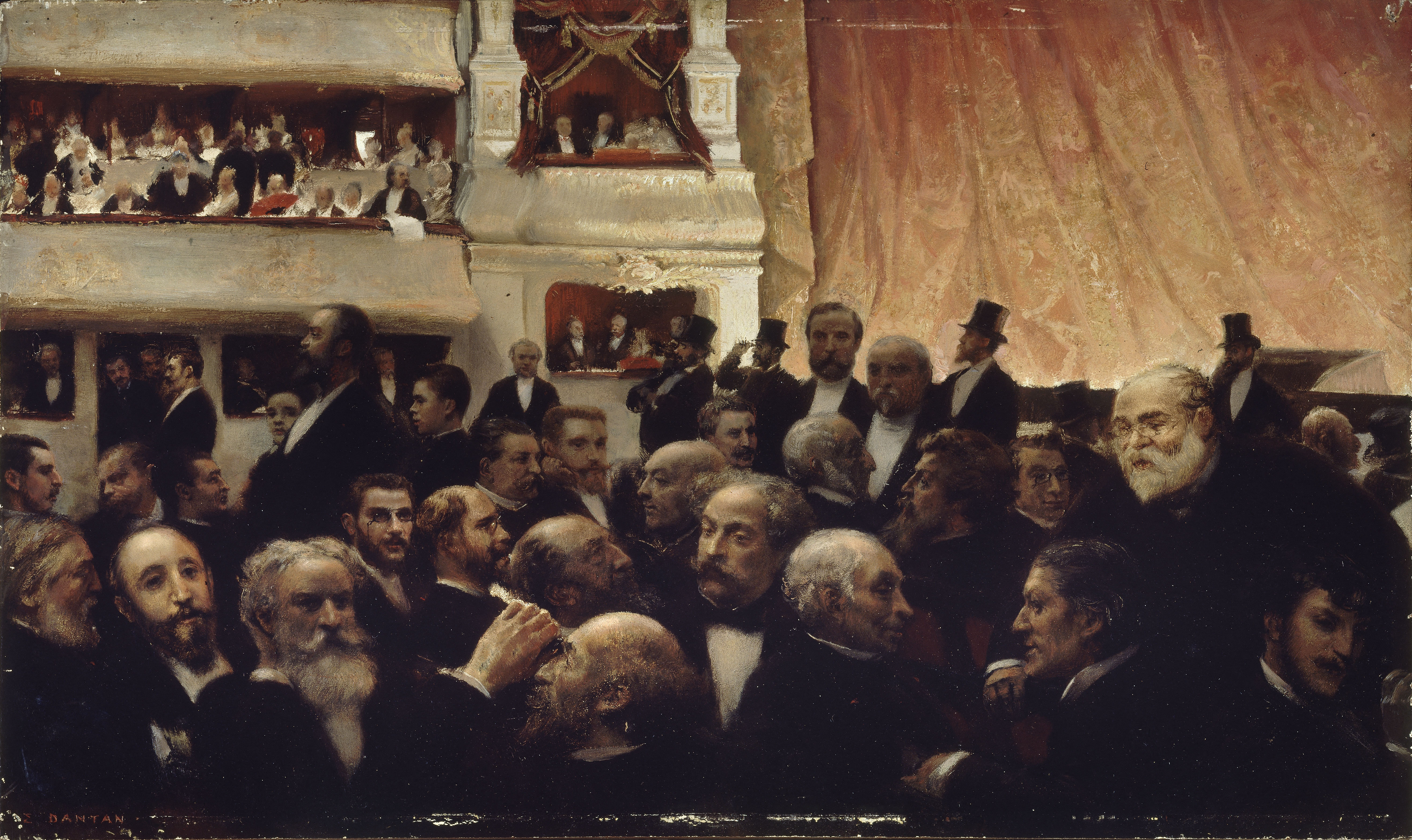
Édouard Dantan, Entracte d'une première à la Comédie-Française, 1885, Paris, Musée Carnavalet (Dreyfus est l'homme avec un pince-nez assis au deuxième rang, à droite).
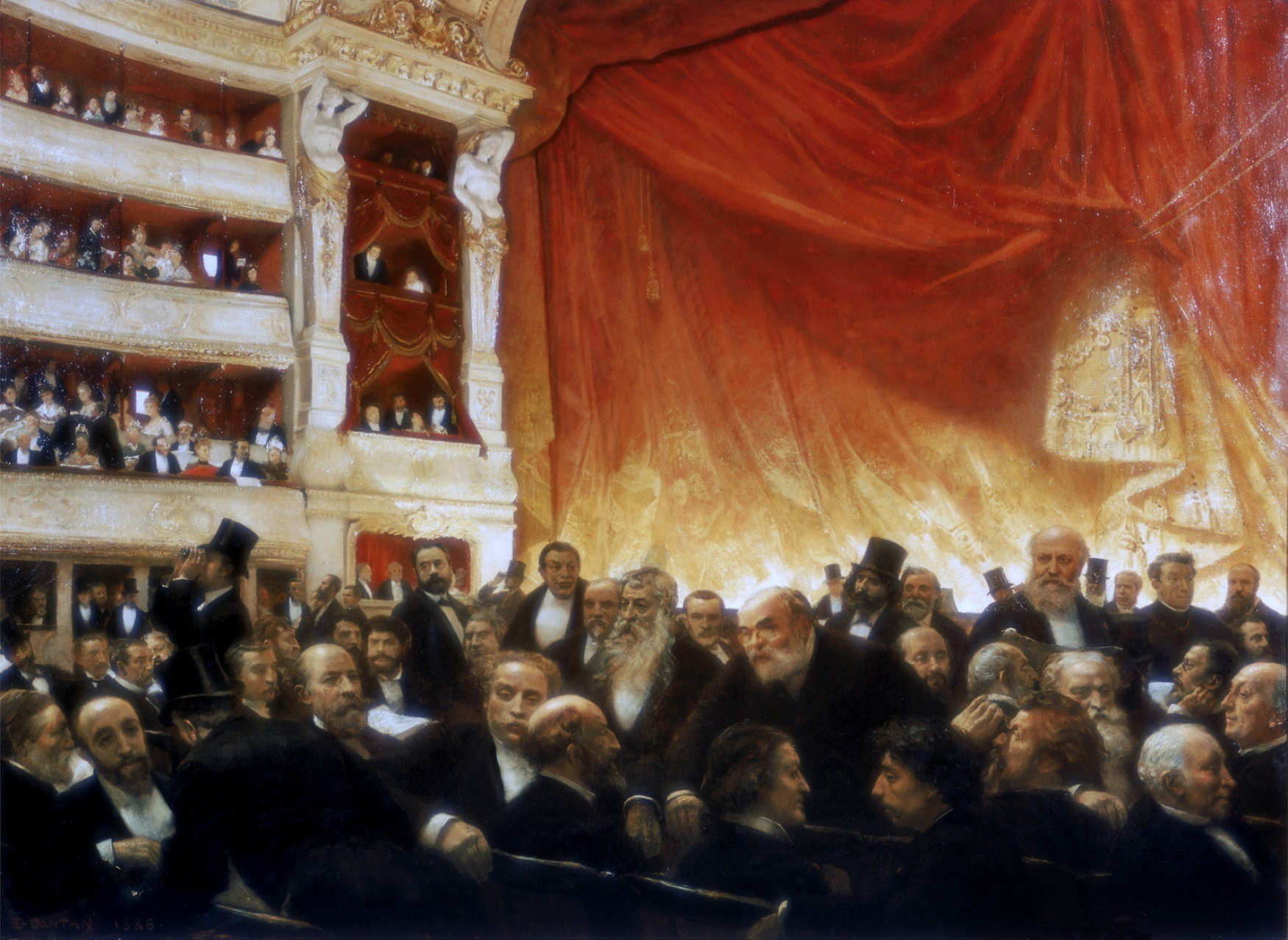
Édouard Dantan, Un Entracte à la Comédie-Française un soir de première, en 1885, Paris, Comédie-Française (Dreyfus est le 2e homme debout en partant de la droite).

Deux portraits d'Abraham Dreyfus ont été exposés au Salon des artistes français. En 1889, il s'agissait d'une œuvre peinte par George Peter Alexander Healy (beau-père de Charles Bigot, un ami de Dreyfus) puis, en 1908, d'un portrait réalisé par Ernest Bordes.

#### Notices biographiques
- Marcellin Berthelot (dir.), La Grande Encyclopédie, t. XIV, Paris, Lamirault, 1892, p. 1087 (consultable en ligne sur Gallica).
- Charles-Emmanuel Curinier (dir.), Dictionnaire national des contemporains, t. I, Paris, Office général d'édition, 1899, p. 31 (consultable en ligne sur Gallica).
- Grand Dictionnaire universel, t. XVII, 2e supplément, Paris, 1890, p. 1093 (consultable en ligne sur Gallica).
- Jules Lermina (dir.), Dictionnaire universel illustré, Paris, Boulanger, 1885, p. 480 (consultable en ligne sur Gallica).
- Jules Martin, Nos Auteurs et compositeurs dramatiques, Paris, Flammarion, 1897, p. 183-184 (consultable en ligne sur Gallica).
- Gustave Vapereau, Dictionnaire universel des contemporains, Paris, Hachette, 1893, p. 482 (consultable en ligne sur Gallica).

#### Œuvres principales
Sauf mention contraire, les ouvrages suivants ont été édités à Paris par la maison Calmann-Lévy (Michel Lévy frères avant 1875).
- La Grève des journalistes, Paris, Librairie internationale, 1870, 15 p.
- Le Bombardement de Gomorrhe, Paris, Lachaud, 1871, 8 p.
- Ne la tue pas, 1872, 7 p.
- Potage à la bisque, 1873, 40 p.
- Chez elle !, 1877, 31 p.
- Mariages riches !, 1877, 163 p.
- Pour sauver jeune femme du monde, 1878, 50 p.
- Scènes de la vie de théâtre, 1880, 322 p. (consultable en ligne sur Gallica).
- L'Institution Sainte-Catherine, 1882, 243 p.
- Battez Philidor !, 1882, 50 p. (consultable en ligne sur Gallica).
- Comment se fait une pièce de théâtre, Paris, Quantin, 1884, 31 p.
- Le Juif au théâtre : conférence faite à la Société des études juives, le 1er mars 1886, Paris, Quantin, 1886, 35 p. (consultable en ligne sur Gallica).
- L'Incendie des Folies-Plastiques, 1886, 300 p. (consultable en ligne sur Gallica).
- De 1h à 3h, Paris, Boussod, Valadon et Cie, 1887, 38 p.
- Jouons la comédie (contenant Un Monsieur en habit noir, Un Crâne sous une tempête, La Gifle, Petites annonces, Le Klephte, La Victime et Une Rupture), 1887, 384 p. (consultable en ligne sur Gallica).
- Les Amis, Paris, Ollendorff, 1898, 94 p.